# Lynn von der Heide-Spencer-Galanes
Margaret Lynn von der Heide-Spencer-Galanes (née le 6 juin 1954 à Anchorage, Alaska) est une ancienne fondeuse américaine.